# Килифарево
Килифарево (болг. Килифарево) — город в Болгарии. Находится в Великотырновской области, входит в общину Велико-Тырново. Население составляет 2335 человек (2022).

## Политическая ситуация
В местном кметстве Килифарево, в состав которого входит Килифарево, должность кмета (старосты) исполняет Стефан Димитров Харизанов (Болгарская социалистическая партия (БСП)) по результатам выборов правления кметства.
Кмет (мэр) общины Велико-Тырново — Румен Рашев (независимый) по результатам выборов в правление общины.

## Достопримечательности
- Килифаревский монастырь

## Известные уроженцы и жители
- Сиракова, Мариола (1904—1925) — болгарская революционерка-анархо-коммунистка.

## Галерея

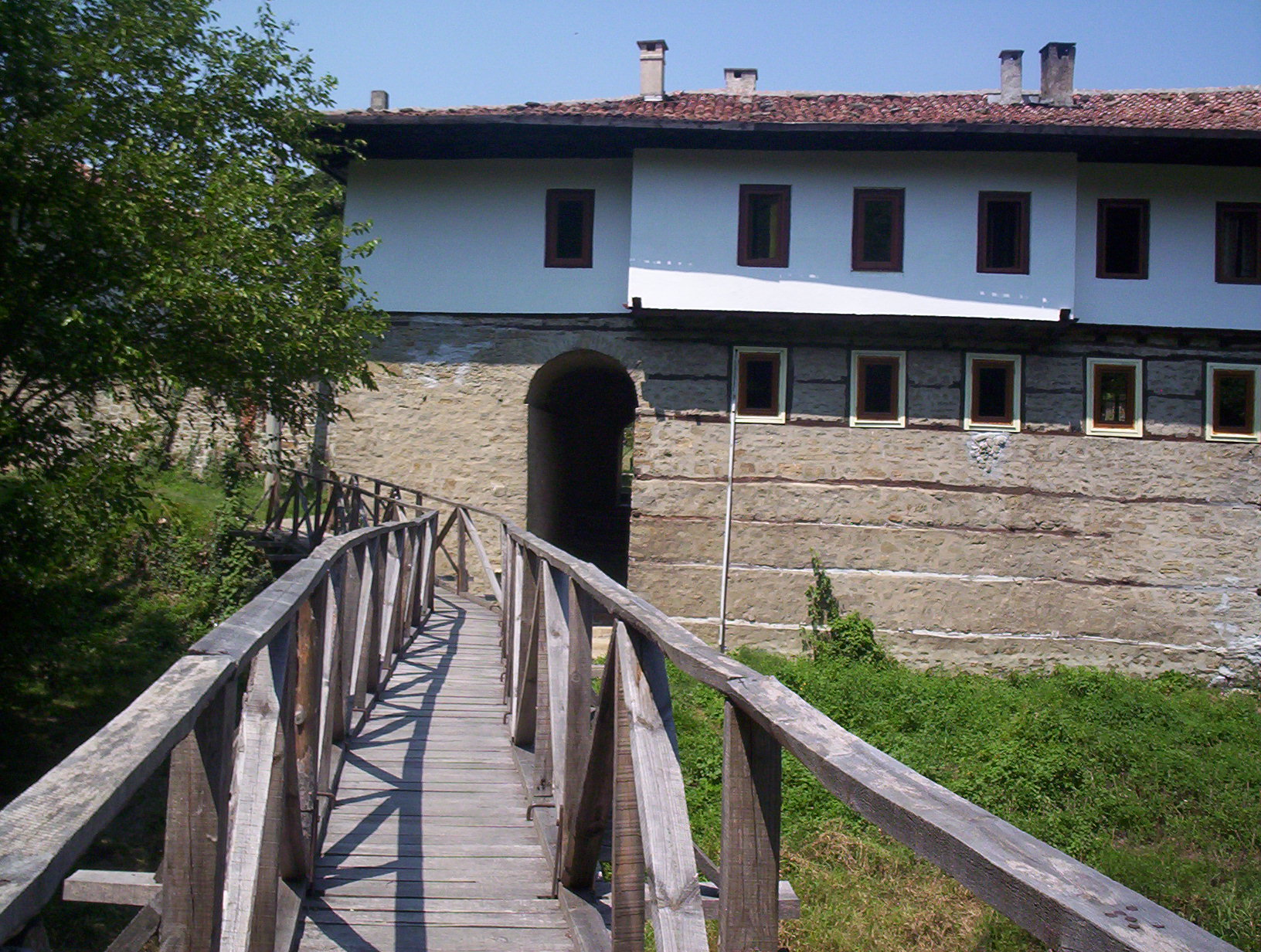
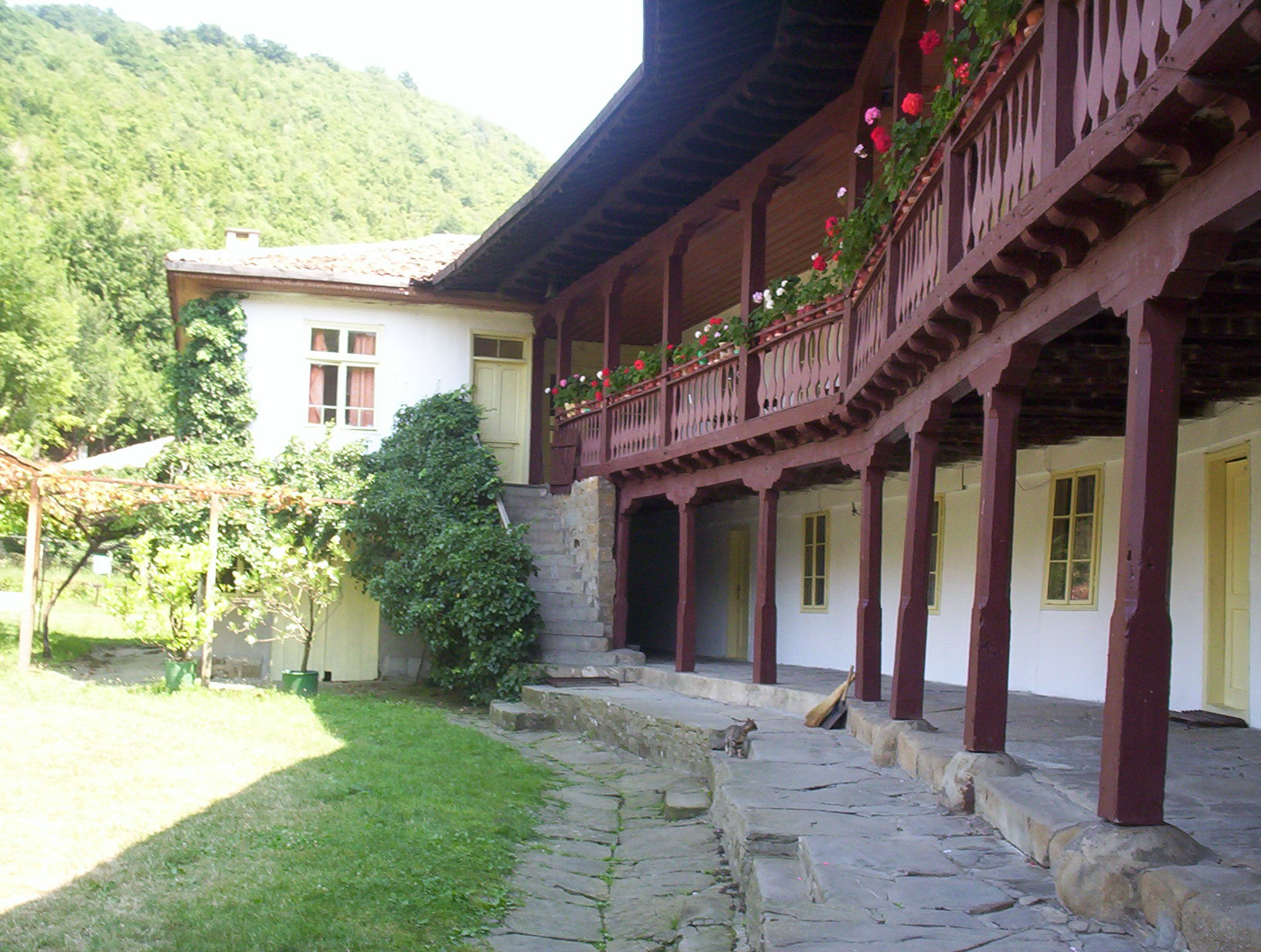
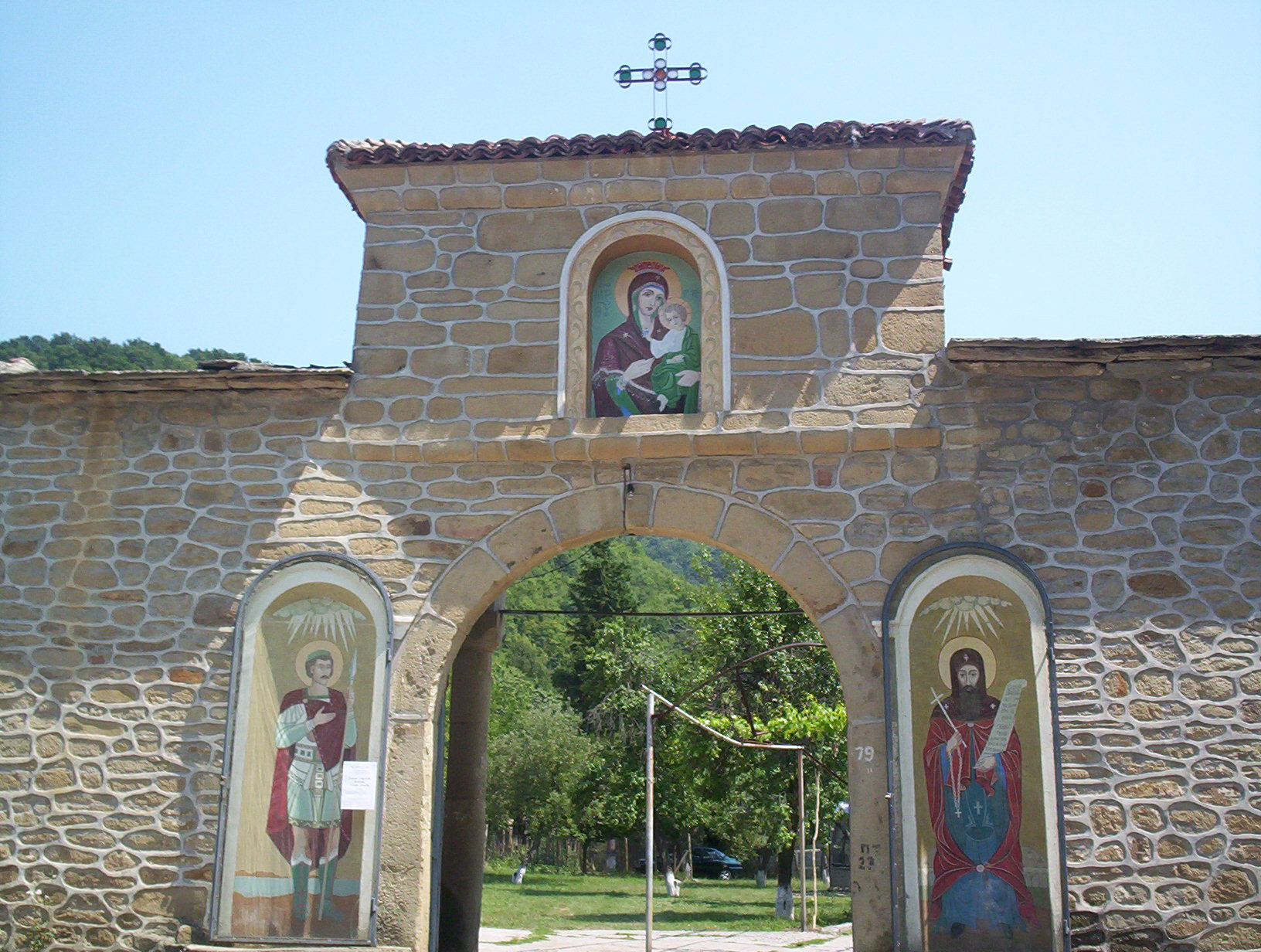